# پادماسری واریور
پادماسری واریور (متولد Yellepeddi Padmasree) یک تاجر و مدیر فناوری هندی-آمریکایی است. او به‌خاطر نقش‌های رهبری‌اش در شرکت‌های فناوری مانند سیسکو، جایی که هفت سال به‌عنوان مدیر ارشد فناوری در آن خدمت کرد، و در موتورولا که به مدت پنج سال مدیر ارشد فناوری بود، شهرت دارد. او همچنین به عنوان مدیر عامل شرکت نیو یواس‌آ، سازنده خودروهای الکتریکی، خدمت کرد. در حال حاضر، او بنیانگذار و مدیر عامل فابل است، یک پلت فرم مطالعه سرپرستی که بر سلامت روان تمرکز دارد. او همچنین در هیئت مدیره مایکروسافت و اسپاتیفای خدمت می‌کند.
در سال ۲۰۱۴، او در فهرست فوربس به عنوان یکی از ۱۰۰ زن قدرتمند جهان قرار گرفت. در سال ۲۰۱۸ او همچنین در میان «۵۰ زن برتر فناوری آمریکا» توسط فوربس قرار گرفت.

## اوایل زندگی
یلپدی پادماسری در خانواده ای تلوگو در ویجایاوادا در آندرا پرادش هند به دنیا آمد. او در مدرسه مونته سوری کودکان و کالج ماریس استلا در ویجایاوادا به مدرسه رفت. جنگجو در سال ۱۹۸۲ مدرک لیسانس مهندسی شیمی را از دهلی دریافت کرد او دارای مدرک کارشناسی ارشد مهندسی شیمی از دانشگاه کرنل است.

## حرفه

### موتورولا
واریر در سال ۱۹۸۴ به موتورولا پیوست در طول ۲۳ سال حضور خود در شرکت، او به عنوان معاون شرکت و مدیر کل گروه سیستم‌های انرژی موتورولا، و معاون شرکت و مدیر ارشد فناوری در بخش محصولات نیمه هادی آن خدمت کرد. بلافاصله قبل از تبدیل شدن به CTO موتورولا، او به عنوان مدیر کل تاوت بیم، محصولی از موتورولا، در تمپ، آریزونا مشغول به کار بود. هنگامی که در ژانویه ۲۰۰۳ به عنوان مدیر ارشد فناوری موتورولا انتخاب شد، واریور معاون ارشد شد و در سال ۲۰۰۵ به معاونت اجرایی ارتقا یافت.
در طول تصدی واریور به عنوان مدیر ارشد تکنولوژی، موتورولا مدال ملی فناوری سال ۲۰۰۴ را توسط رئیس‌جمهور ایالات متحده دریافت کرد، اولین باری که شرکت این افتخار را دریافت کرد. در این دوره او طرفدار «تحرک بدون درز» بود - مفهوم داشتن ارتباط بدون درز در تمام جنبه‌های زندگی یک فرد. این رؤیا به‌طور کامل محقق نشد و این مفهوم در نهایت از ارائه‌های بازاریابی موتورولا حذف شد.

### سیسکو
در ۴ دسامبر ۲۰۰۷، او موتورولا را ترک کرد تا مدیر ارشد تکنولوژی در سیسکو سیستمز شود. او سیسکو را در ژوئن ۲۰۱۵ ترک کرد.

### ان‌آی‌او
و در دسامبر ۲۰۱۵ به عنوان عضو هیئت مدیره و مدیر عامل و مدیر توسعه ان‌آی‌اوبه شرکت خودروهای الکتریکی چینی ان‌آی‌او پیوست و در دسامبر ۲۰۱۸ از ان‌آی‌او استعفا داد.

### فابل
در سپتامبر ۲۰۱۹، واریور یک استارتاپ جدید به نام فایل را تأسیس کرد که در آنجا به عنوان رئیس و مدیر عامل آن خدمت می‌کند. در ژانویه ۲۰۲۱، فابل برنامه خود را راه اندازی کرد، یک موتور توصیه کتاب مبتنی بر اشتراک و شبکه اجتماعی خصوصی. واریور گفته‌است که برای بهبود تناسب شناختی کار می‌کنند.

## به رسمیت شناختن
مجله فورچون او را یکی از چهار ستاره در حال ظهور در فهرست قدرتمندترین زنان خود نامید، و او را بین ۱۰ دسته «پردرآمدترین» و «جوان و قدرتمند» قرار داد. در سال ۲۰۰۵، اکونومیک تایمز، Warrior را به عنوان یازدهمین سرخپوست تأثیرگذار جهانی رتبه‌بندی کرد. در سال ۲۰۰۱ او یکی از شش زنی بود که در سراسر کشور برای دریافت جایزه «زنان ارتقاء دهنده علم و فناوری» از مجله زن کارمند انتخاب شد. از سال ۲۰۱۴، او به عنوان هفتاد و یکمین زن قدرتمند جهان توسط فوربس فهرست شده‌است. در سال ۲۰۱۸ او همچنین در میان «۵۰ زن برتر فناوری آمریکا» توسط فوربس قرار گرفت.

## مشارکت هیئت مدیره
واریور از دسامبر ۲۰۱۵ عضو هیئت مدیره مایکروسافت بوده‌است. او همچنین یکی از اعضای هیئت مدیره اسپاتیفای است. او از سال ۲۰۱۳ تا ۲۰۱۶ عضو هیئت مدیره گپ اینکورپریتد و از سال ۲۰۱۴ تا ۲۰۱۶ هیئت مدیره باکس بود.